# مات أدامشيك
مات أدامشيك (بالإنجليزية: Matt Adamczyk)‏ هو شخصية أعمال أمريكي، ولد في 9 يونيو 1978.